# National Basketball Association Draft

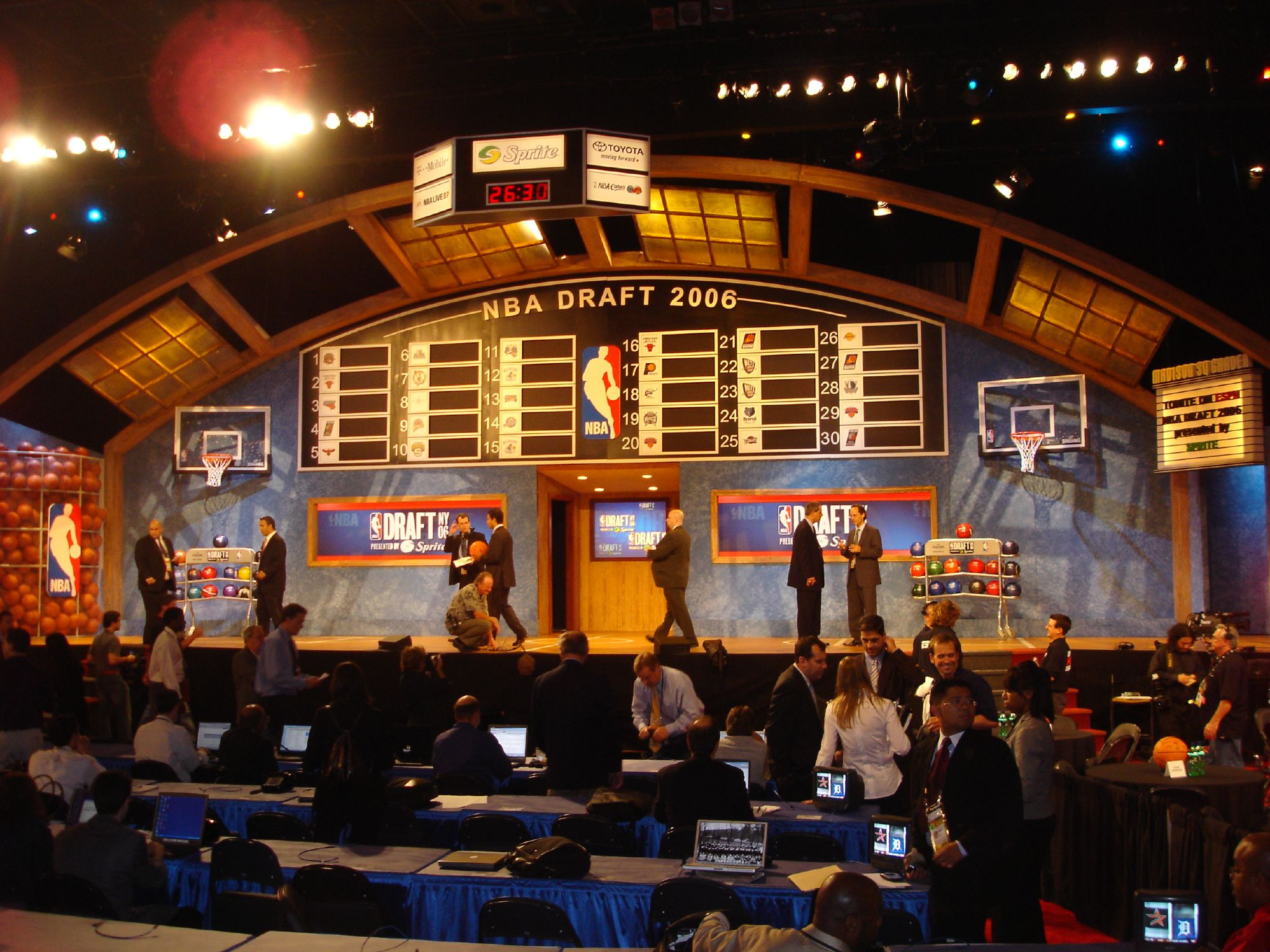
Draft NBA w 2006.

Draft NBA – coroczny proces mający na celu pozyskanie przez kluby ligi NBA praw do nowych zawodników. Najczęściej są to zawodnicy kończący szkoły średnie w USA. Coraz więcej jest jednak obcokrajowców.
Wybierając gracza w drafcie, klub NBA uzyskuje na najbliższy rok pierwszeństwo do negocjowania i podpisania z nim kontraktu w obrębie ligi. Prawem tym może jednak dowolnie dysponować (np. zrzec się go, sprzedać lub wymienić za innego gracza, bądź odłożyć wybór na przyszłość).
Wybrany w drafcie może zostać każdy zawodnik wyrażający chęć gry w NBA i spełniający wymogi określone w przepisach, np. minimalny wiek. 
Zawodnicy wybierani w pierwszej rundzie zazwyczaj otrzymują propozycje umowy od razu i często należą do wyróżniających się graczy ligi. Ci z niższych miejsc podpisują kontrakty po kilku latach gry w innych ligach, nabierając tam doświadczenia i umiejętności. Niektórzy z nich nigdy nie dostają szansy gry w NBA, mimo znalezienia się na liście draftu. W mediach największe zainteresowanie wzbudza zawsze drużyna, która zdobywa pierwszy wybór oraz spekulacje na temat gracza, który zostanie przez nią wybrany.
Kolejność wybierania zawodników ustalana jest w drodze losowania oraz na podstawie wyników z poprzedniego sezonu. Aby wyrównać poziom zespołów, największe szanse na pierwsze numery mają zawsze najsłabsze ekipy. Numerami w drafcie – nawet przyszłymi, nie znając ich dokładnej kolejności – można się dowolnie wymieniać. Oferuje się je często przy transferach zawodników. 
Obecnie draft NBA składa się z dwóch rund (razem 60 zawodników) i każda drużyna ma prawo wyboru jednego zawodnika w rundzie, chyba że prawa te oddała (lub zyskała dodatkowe) w wyniku wcześniejszych transakcji bądź utraciła w wyniku nałożonej na nią przez ligę kary.

## Zasady loterii
W drafcie każdy zespół ma numer, z którym będzie wybierał. Od 1985 przyznawanie numerów odbywa się drogą losowania, im mniej zwycięstw w sezonie, tym więcej szans na lepszy numer w drafcie.
Losowania kolejności wyboru dokonuje się przy użyciu 14 piłeczek pingpongowych ponumerowanych od 1 do 14, spośród których wyciąga się 4 (w kilkunastosekundowych odstępach), co daje 1 001 czteroelementowych kombinacji. Tysiąc z nich przypisuje się, proporcjonalnie do uzyskanych wyników, drużynom uczestniczącym w loterii. Najsłabsza otrzymuje ich 250, kolejna 199, a trzecia od końca 156 itd. (patrz tabela) Jeśli dwie drużyny uzyskały taki sam wynik w sezonie, otrzymują one średnią liczbę kombinacji przypisanych do miejsc, które zajmują (w przypadku otrzymania liczby niecałkowitej, decyduje rzut monetą i zwycięzca bierze „resztę”). Jednej kombinacji nie przypisuje się żadnej z drużyn i jeśli zostanie wylosowana, dokonuje się powtórnego ciągnięcia piłeczek.  
W loterii biorą udział tylko drużyny, które nie zakwalifikowały się do play-offów, a losowanie dotyczy tylko trzech pierwszych miejsc draftu w pierwszej rundzie – pozostałe miejsca przypadają według wyników z sezonu zasadniczego. Najpierw losuje się pierwsze, potem drugie, a następnie trzecie miejsce w drafcie, każdorazowo wrzucając piłeczki z powrotem do maszyny losującej. Jeśli przy losowaniu 2. i 3. miejsca wylosowana zostanie drużyna już wybrana, losuje się ponownie, aż do skutku. Wyniki ogłasza się w kolejności odwrotnej do losowania.
| Drużyna                       | Liczba kombinacji (z 1 001) |
| ----------------------------- | --------------------------- |
| 30. (najsłabsza w lidze)      | 250                         |
| 29.                           | 199                         |
| 28.                           | 156                         |
| 27.                           | 119                         |
| 26.                           | 88                          |
| 25.                           | 63                          |
| 24.                           | 43                          |
| 23.                           | 28                          |
| 22.                           | 17                          |
| 21.                           | 11                          |
| 20.                           | 8                           |
| 19.                           | 7                           |
| 18.                           | 6                           |
| 17. (najlepsza poza play-off) | 5                           |

## Dzień draftu
W około miesiąc po ogłoszeniu kolejności wyboru (NBA Draft Lottery) odbywa się właściwy draft. Podczas specjalnej ceremonii, na której obecni są przedstawiciele klubów oraz zaproszeni gracze (około 10–15 faworytów do wysokich miejsc), ogłaszane są, począwszy od numeru 1, nazwiska wybranych.
Każdy klub ma prawo zrezygnować ze swojego wyboru, a także zaproponować wymianę numerów draftu czy zawodników już wybranych.

## Prawa do draftowanego gracza
- Zawodnik może podpisać kontrakt z klubem NBA tylko wtedy, jeśli był choć raz zgłoszony (eligible) do draftu.
- Zawodnik może zostać zgłoszony do draftu maksymalnie dwa razy.
- Drużyna, która draftuje (wybiera) zawodnika, uzyskuje roczne prawo do negocjowania i podpisania z nim kontraktu, jeśli do 15 lipca w roku draftu zgłosi do tego chęć (tzw. Required Tender).
- Jeśli po przedstawieniu Required Tender klub nie podpisze z zawodnikiem kontraktu przed kolejnym draftem, traci do niego prawo, a zawodnik jest automatycznie zgłoszony do tego draftu.
- Jeśli zawodnik zostanie wybrany w kolejnym drafcie, a wybierający klub przedstawi Required Tender i nie podpisze z nim kontraktu przez rok, zawodnik staje się wolnym agentem i może negocjować z dowolnym klubem w lidze NBA.
- Jeśli zgłoszony gracz nie zostanie wybrany w drugim drafcie, staje się wolnym agentem.
- Jeśli gracz zostaje draftowany podczas jakiegokolwiek draftu, ale klub nie przedstawi Required Tender do 15 lipca, gracz staje się wolnym agentem następnego dnia.
- Klub może wycofać Required Tender w każdym momencie, ale tylko za zgodą gracza. W takim przypadku staje się on wolnym agentem.
- Gracz zgłoszony do draftu, ale w nim nie wybrany, staje się wolnym agentem.

## Znaczenie
Draft odgrywa olbrzymią rolę w kreowaniu znaczenia drużyn. Dzięki draftowi mało znaczące kluby stają się niekiedy potęgami w NBA. W ostatnich latach stało się tak np. w przypadku Ralpha Sampsona, Hakeema Olajuwona i Houston Rockets, Michaela Jordana i Chicago Bulls, Shaquille O’Neala i Orlando Magic, Dirka Nowitzkiego i Dallas Mavericks, LeBrona Jamesa i  Cleveland Cavaliers, Carmelo Anthony i Denver Nuggets oraz Dwyane’a Wade’a i Miami Heat.
Zdarzają się też przypadki niewypałów. Najgłośniejsze w ostatnich sezonach to nr 2. dla Sama Bowiego w 1984 (przed Jordanem) i niespełnieni zwycięzcy: Pervis Ellison w 1989, Joe Smith w 1995, Michael Olowokandi w 1998, Kwame Brown w 2001, Hasheem Thabeet w 2009 czy Anthony Bennet w 2013.
Niektóre drafty uznaje się za wyjątkowo udane, świadczy o tym liczba przystępujących zawodników, ale przede wszystkim rozwój talentów wybranych zawodników. Za najsilniejsze uważa się drafty z lat: 
- 1984 – Hakeem Olajuwon, Michael Jordan, Charles Barkley, John Stockton, Kevin Willis
- 1996 – Allen Iverson, Ray Allen, Kobe Bryant, Steve Nash, Ben Wallace
- 1999 – Ron Artest, Baron Davis, Lamar Odom, Shawn Marion, Manu Ginóbili
- 2003 – LeBron James, Carmelo Anthony, Dwyane Wade, Chris Bosh

Jedne ze słabszych draftów to np.:
- 1986 – (Brad Daugherty)
- 1989 (mimo kilku dobrych graczy – Shawn Kemp, Glen Rice, Tim Hardaway)
- 2000 – (Kenyon Martin)

## Expansion draft
Praktykowany podczas dołączania jednej lub więcej drużyn do ligi. Oprócz tradycyjnego naboru nowych zawodników, kończących studia, drużyny dobierają wtedy zawodników z istniejących zespołów. Aby chronić swych najlepszych graczy, aktywne drużyny wpisują pewną ich liczbę na chronioną listę. Nowy zespół (zespoły) wybierają swe typy spośród pozostałych zawodników, na zasadach przyjętych w tradycyjnym drafcie.

## Numery jeden w drafcie
| Draft | Zespół                  | Gracz              | College/szkoła średnia/zespół                  |
| ----- | ----------------------- | ------------------ | ---------------------------------------------- |
| 1947  | Pittsburgh Ironmen      | Clifton Neeley     | Texas Western                                  |
| 1948  | Providence Steamrollers | Andy Tonkovich     | Marshall                                       |
| 1949  | Providence Steamrollers | Howie Shannon      | Kansas State                                   |
| 1950  | Boston Celtics          | Charlie Share      | Bowling Green                                  |
| 1951  | Baltimore Bullets       | Gene Melchiorre    | Bradley                                        |
| 1952  | Milwaukee Hawks         | Mark Workman       | West Virginia                                  |
| 1953  | Baltimore Bullets       | Ray Felix          | Long Island                                    |
| 1954  | Baltimore Bullets       | Frank Selvy        | Furman                                         |
| 1955  | Milwaukee Hawks         | Dick Ricketts      | Duquesne                                       |
| 1956  | Rochester Royals        | Sihugo Green       | Duquesne                                       |
| 1957  | Cincinnati Royals       | Rod Hundley        | West Virginia                                  |
| 1958  | Minneapolis Lakers      | Elgin Baylor       | Seattle                                        |
| 1959  | Cincinnati Royals       | Bob Boozer         | Kansas State                                   |
| 1960  | Cincinnati Royals       | Oscar Robertson    | Cincinnati                                     |
| 1961  | Chicago Packers         | Walt Bellamy       | Indiana                                        |
| 1962  | Chicago Zephyrs         | Bill McGill        | Utah                                           |
| 1963  | New York Knicks         | Art Heyman         | Duke                                           |
| 1964  | New York Knicks         | Jim Barnes         | Texas Western                                  |
| 1965  | San Francisco Warriors  | Fred Hetzel        | Davidson                                       |
| 1966  | New York Knicks         | Cazzie Russell     | Michigan                                       |
| 1967  | Detroit Pistons         | Jimmy Walker       | Providence                                     |
| 1968  | San Diego Rockets       | Elvin Hayes        | Houston                                        |
| 1969  | Milwaukee Bucks         | Lew Alcindor       | UCLA                                           |
| 1970  | Detroit Pistons         | Bob Lanier         | St. Bonaventure                                |
| 1971  | Cleveland Cavaliers     | Austin Carr        | Notre Dame                                     |
| 1972  | Portland Trail Blazers  | LaRue Martin       | Loyola (Chicago)                               |
| 1973  | Philadelphia 76ers      | Doug Collins       | Illinois State                                 |
| 1974  | Portland Trail Blazers  | Bill Walton        | UCLA                                           |
| 1975  | Atlanta Hawks           | David Thompson     | NC State                                       |
| 1976  | Houston Rockets         | John Lucas         | Maryland                                       |
| 1977  | Milwaukee Bucks         | Kent Benson        | Indiana                                        |
| 1978  | Portland Trail Blazers  | Mychal Thompson    | Minnesota                                      |
| 1979  | Los Angeles Lakers      | Earvin Johnson     | Michigan State                                 |
| 1980  | Golden State Warriors   | Joe Barry Carroll  | Purdue                                         |
| 1981  | Dallas Mavericks        | Mark Aguirre       | DePaul                                         |
| 1982  | Los Angeles Lakers      | James Worthy       | North Carolina                                 |
| 1983  | Houston Rockets         | Ralph Sampson      | Virginia                                       |
| 1984  | Houston Rockets         | Hakeem Olajuwon    | Houston                                        |
| 1985  | New York Knicks         | Patrick Ewing      | Georgetown                                     |
| 1986  | Cleveland Cavaliers     | Brad Daugherty     | North Carolina                                 |
| 1987  | San Antonio Spurs       | David Robinson     | Navy                                           |
| 1988  | Los Angeles Clippers    | Danny Manning      | Kansas                                         |
| 1989  | Sacramento Kings        | Pervis Ellison     | Louisville                                     |
| 1990  | New Jersey Nets         | Derrick Coleman    | Syracuse                                       |
| 1991  | Charlotte Hornets       | Larry Johnson      | UNLV                                           |
| 1992  | Orlando Magic           | Shaquille O’Neal   | LSU                                            |
| 1993  | Orlando Magic           | Chris Webber       | Michigan                                       |
| 1994  | Milwaukee Bucks         | Glenn Robinson     | Purdue                                         |
| 1995  | Golden State Warriors   | Joe Smith          | Maryland                                       |
| 1996  | Philadelphia 76ers      | Allen Iverson      | Georgetown                                     |
| 1997  | San Antonio Spurs       | Tim Duncan         | Wake Forest                                    |
| 1998  | Los Angeles Clippers    | Michael Olowokandi | Pacific                                        |
| 1999  | Chicago Bulls           | Elton Brand        | Duke                                           |
| 2000  | New Jersey Nets         | Kenyon Martin      | Cincinnati                                     |
| 2001  | Washington Wizards      | Kwame Brown        | Glynn Academy High School (Brunswick, Georgia) |
| 2002  | Houston Rockets         | Yao Ming           | Shanghai Sharks (Chiny)                        |
| 2003  | Cleveland Cavaliers     | LeBron James       | St. Vincent-St. Mary High School (Akron, OH)   |
| 2004  | Orlando Magic           | Dwight Howard      | Southwest Atlanta Christian Academy (Atlanta)  |
| 2005  | Milwaukee Bucks         | Andrew Bogut       | Utah                                           |
| 2006  | Toronto Raptors         | Andrea Bargnani    | Benetton Treviso (Włochy)                      |
| 2007  | Portland Trail Blazers  | Greg Oden          | Ohio State                                     |
| 2008  | Chicago Bulls           | Derrick Rose       | Memphis                                        |
| 2009  | Los Angeles Clippers    | Blake Griffin      | Oklahoma                                       |
| 2010  | Washington Wizards      | John Wall          | Kentucky                                       |
| 2011  | Cleveland Cavaliers     | Kyrie Irving       | Duke                                           |
| 2012  | New Orleans Hornets     | Anthony Davis      | University of Kentucky                         |
| 2013  | Cleveland Cavaliers     | Anthony Bennett    | UNLV                                           |
| 2014  | Cleveland Cavaliers     | Andrew Wiggins     | Kansas                                         |
| 2015  | Minnesota Timberwolves  | Karl-Anthony Towns | University of Kentucky                         |
| 2016  | Philadelphia 76ers      | Ben Simmons        | Louisiana State                                |
| 2017  | Philadelphia 76ers      | Markelle Fultz     | Washington                                     |
| 2018  | Phoenix Suns            | Deandre Ayton      | Arizona                                        |
| 2019  | New Orleans Pelicans    | Zion Williamson    | Duke                                           |
| 2020  | Minnesota Timberwolves  | Anthony Edwards    | Georgia                                        |
| 2021  | Detroit Pistons         | Cade Cunningham    | Oklahoma                                       |
| 2022  | Orlando Magic           | Paolo Banchero     | Duke                                           |
| 2023  | San Antonio Spurs       | Victor Wembanyama  | Metropolitans 92 (Francja)                     |
| 2024  | Atlanta Hawks           | Zaccharie Risacher | JL Bourg Basket (Francja)                      |

## Polacy w drafcie
W drafcie NBA zostali wybrani następujący Polacy:
- Maciej Lampe – 2003 z nr 30. przez New York Knicks,
- Szymon Szewczyk – 2003 z nr 35. przez Milwaukee Bucks (nie rozegrał żadnego meczu),
- Marcin Gortat – 2005 z nr 57. przez Phoenix Suns (natychmiast przekazany do Orlando Magic),
- Jeremy Sochan – 2022 z nr 9. przez San Antonio Spurs.